# Flying Scotsman (Zug)

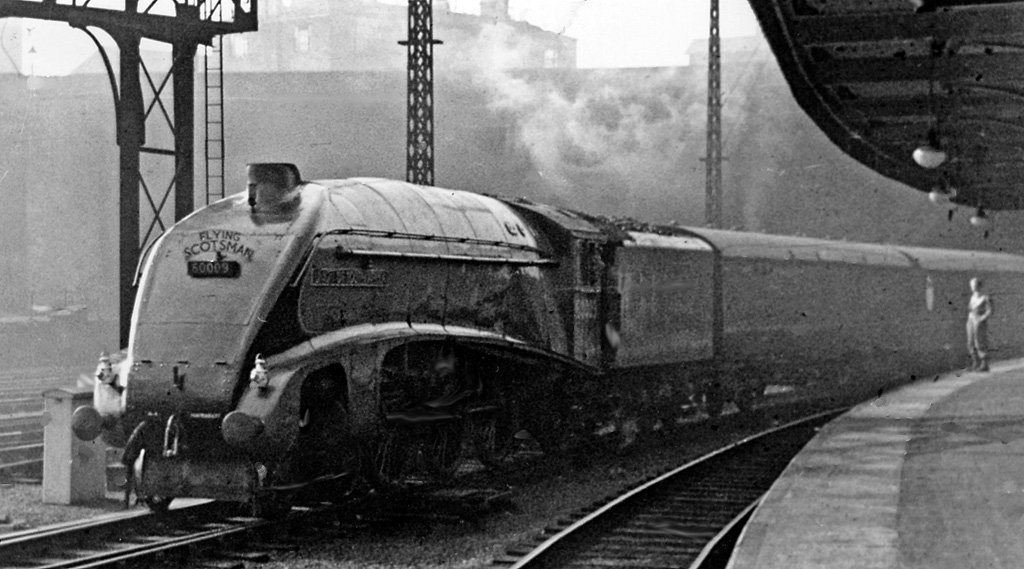
Ankunft des „Flying Scotsman“ 1948 in London Kings Cross, bespannt mit einer A4

Der Flying Scotsman (auf Deutsch etwa: Fliegender Schotte) ist ein Zugpaar von London Kings Cross über York und Newcastle nach Edinburgh Waverley und zurück über die East Coast Main Line (ECML). Beide Züge verließen von 1862 bis 2011 jeweils um 10 Uhr morgens die Bahnhöfe in Edinburgh und London. Seit 2011 verkehrt der Zug nur noch in Richtung London und startet in Edinburgh um 5:40 Uhr. Der Flying Scotsman ist die schnellste Verbindung zwischen den beiden Städten.
Der Flying Scotsman ist nicht mit einem anderen Zug ähnlichen Namens, dem Royal Scotsman, zu verwechseln. Letzterer ist ein Luxuszug, der ausschließlich ab Edinburgh Waverley Station verkehrt, von wo aus er zwischen April und Oktober auf einem Rundkurs die Highlands durchfährt.

## Streckenführung
Der Flying Scotsman befährt die East Coast Main Line. Die Verbindung entstand aus den Strecken dreier Bahngesellschaften. Der Abschnitt von London bis Doncaster gehörte ursprünglich zur Great Northern Railway. Die North Eastern Railway baute den Abschnitt von Doncaster bis Berwick, der Streckenabschnitt in Schottland gehörte der North British Railway. Durch Verbesserungen an der Infrastruktur konnten die Reisezeiten laufend verkürzt werden. Die heutige Route im Bereich der North Eastern Railway wurde 1877 eröffnet, ein Jahr später wurde der Kopfbahnhof in York durch einen Durchgangsbahnhof ersetzt. 1906 wurde in Newcastle eine zweite Brücke über den Tyne eröffnet, dadurch entfiel das Zurückdrücken der Züge in den dortigen Kopfbahnhof. In den Jahren nach dem Zweiten Weltkrieg wurden die Gleise bis 1977 umfassend erneuert. 1983 wurde die Strecke bei Selby zur Umfahrung eines Bergbaugebiets verlegt. Die East Coast Main Line wurde bis 1991 elektrifiziert.

## Special Scotch Express
Im Jahr 1862 verkehrte erstmals der Special Scotch Express. Die Züge fuhren um 10 Uhr morgens in London und Edinburgh ab. Die Reise dauerte einschließlich eines halbstündigen Aufenthalts in York zehneinhalb Stunden. Der Zug führte Kurswagen von London nach Sheffield und Manchester. Im Volksmund erhielt der Zug bald den Namen „Flying Scotsman“, der nach wenigen Jahren auch offiziell verwendet wurde.
Die Züge waren zunächst den Passagieren der ersten und zweiten Klasse vorbehalten, erst 1888 konnte der Zug mit Fahrkarten der dritten Klasse benutzt werden. In dieser Zeit boten mehrere Bahngesellschaften Züge zwischen London und Edinburgh an. Im harten Konkurrenzkampf versuchten diese Gesellschaften, schneller als die Rivalen zu fahren. Nach mehreren Unfällen einigten sich die Gesellschaften 1888 auf eine Reisezeit von acht Stunden und 15 Minuten für alle Züge. In den folgenden Jahren blieb die Fahrtdauer trotz einer Verkürzung des Aufenthalts in York auf 15 Minuten gleich, das Augenmerk wurde vielmehr auf den Reisekomfort gelegt. Gemeinsam beschaffte Durchgangswagen ersetzten die Abteilwagen der einzelnen Gesellschaften, die Wagen wurden mit Toiletten ausgestattet sowie die Heizung und Beleuchtung verbessert. Ab dem Jahr 1900 setzten die beteiligten Gesellschaften Speisewagen ein.

## Flying Scotsman

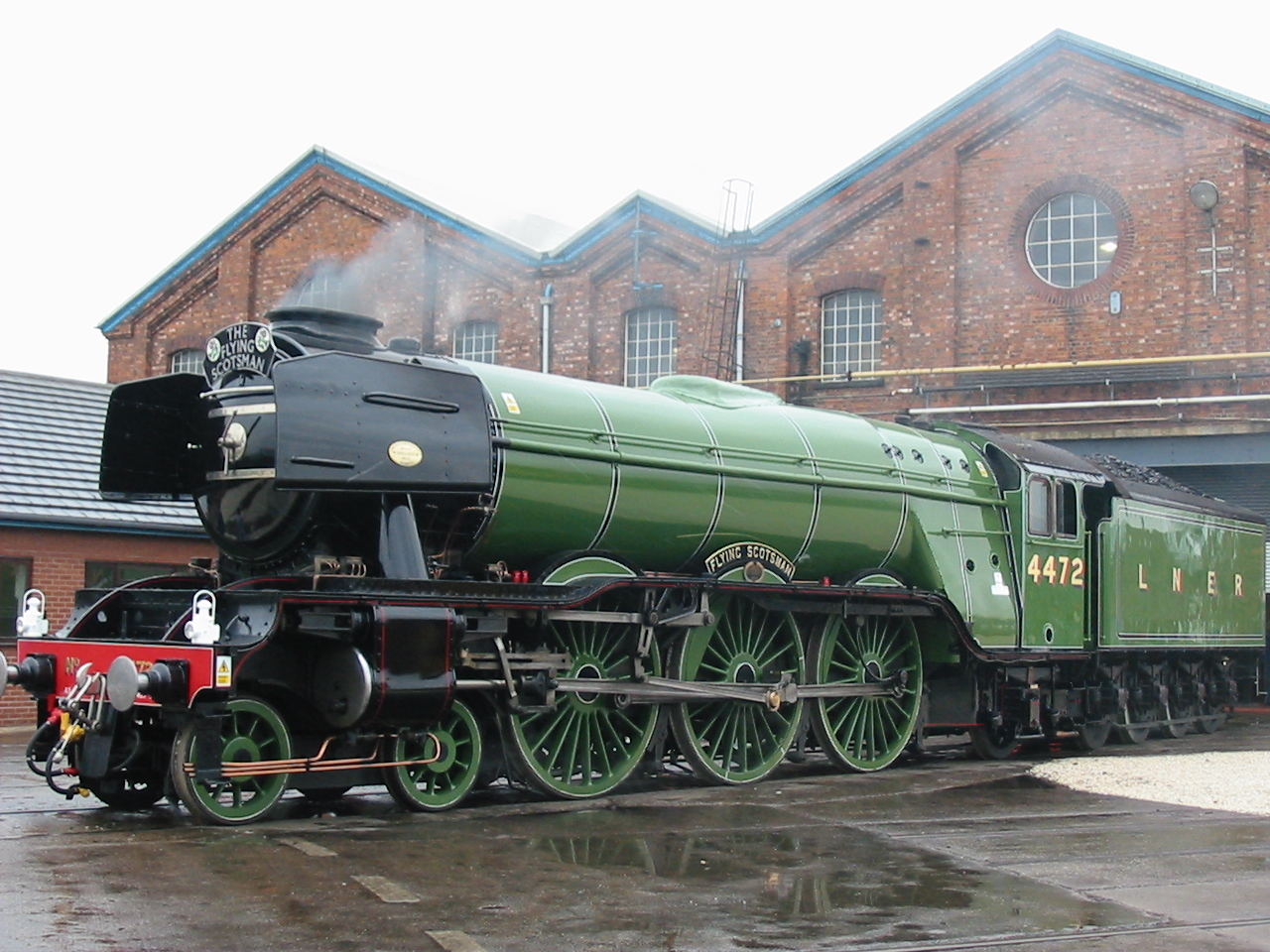
Dampflokomotive 4472 Flying Scotsman der Klasse A3

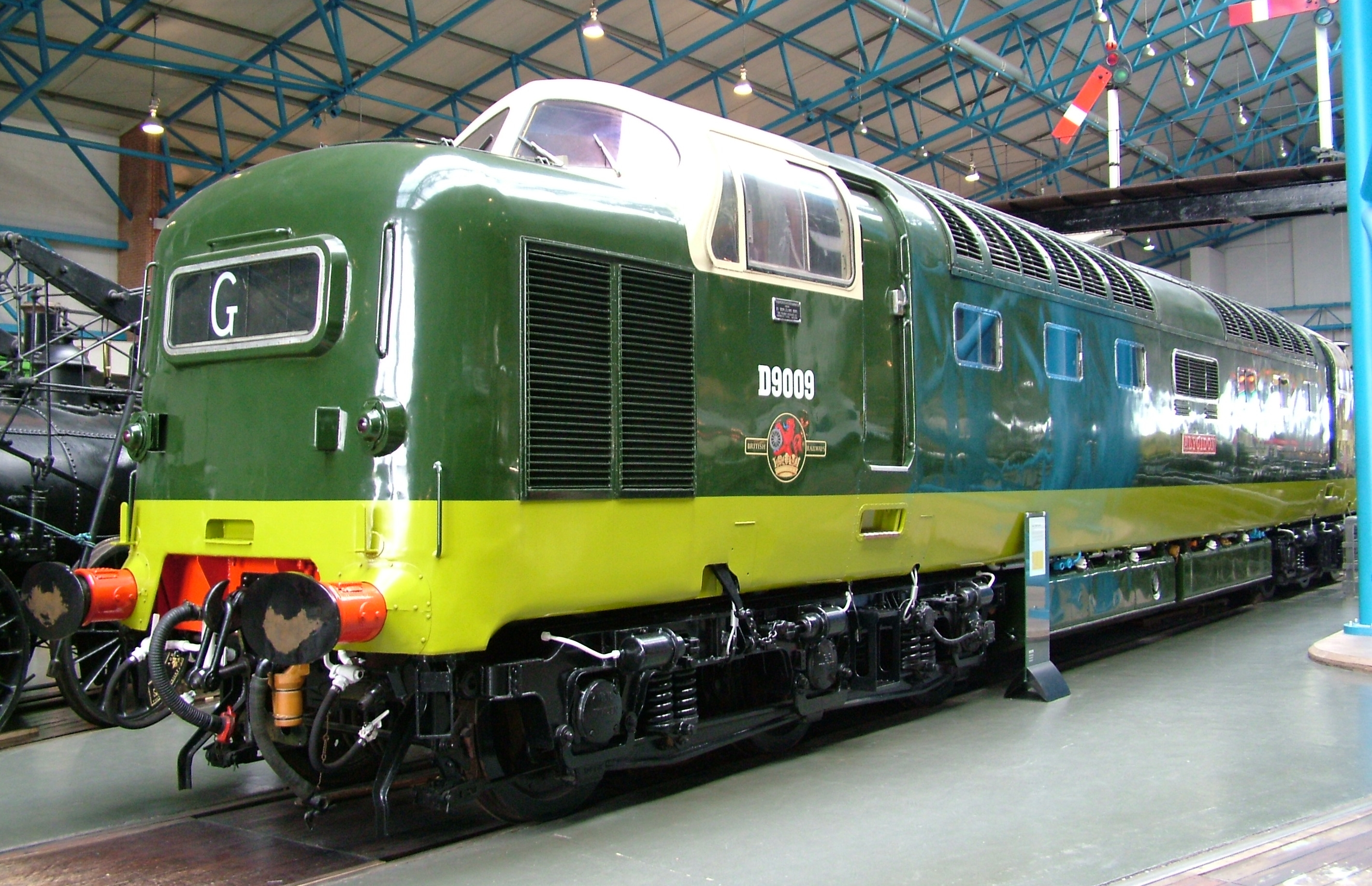
Diesellokomotive der Klasse 55 „Deltic“

Im Jahr 1923 wurden viele bis dahin selbständige Bahngesellschaften verschmolzen. Die drei Gesellschaften, über deren Netz der Flying Scotsman verkehrte, gingen in der London and North Eastern Railway (LNER) auf. Die LNER führte neue Wagen ein und startete eine erfolgreiche Werbekampagne. Ab 1928 fuhr das Zugpaar ohne Zwischenhalt zwischen beiden Städten. Um Zwischenhalte zu vermeiden, waren zur Wasseraufnahme während der Fahrt Tröge zwischen den Schienen eingelassen, aus denen Schöpfrohre den Tender füllen konnten. Die eingesetzten Lokomotiven der LNER-Klasse A3 erhielten Korridortender mit einem Seitengang, durch den das Lokpersonal während der Fahrt abgelöst werden konnte. Die Lokomotive 4472 dieser Klasse trug wie der Zug den Namen Flying Scotsman, sie ist als einziges Exemplar der Klasse A3 erhalten geblieben und seit Anfang 2016 wieder betriebsfähig. Trotz des Nonstop-Verkehrs blieb die Reisezeit bei acht Stunden und 15 Minuten. Das änderte sich erst 1932, als nach der Weltwirtschaftskrise der zunehmende Individual- und Inlandsflugverkehr die LNER zu laufenden Fahrzeitkürzungen zwang. Bis 1937 konnte die Reisezeit auf sieben Stunden und 20 Minuten verkürzt werden, die A3 wurden vor dem Zugpaar durch die Stromlinienlokomotiven der LNER-Klasse A4 abgelöst. In den Zügen gab es nun eine Bar, einen Frisiersalon und ein erstklassiges Zugrestaurant, ab 1938 war der Wagenpark klimatisiert. Mit dem Ausbruch des Zweiten Weltkrieges wurden die Fahrzeiten wieder auf acht Stunden und 15 Minuten gestreckt und nur noch einfache Verpflegung angeboten.

Der Krieg führte zu einem starken Anstieg der Passagierzahlen. Die Züge führten zeitweise bis zu 20 Wagen und trotz Einlegung eines zweiten Zugpaares waren die Züge ständig überfüllt. Nach Kriegsende normalisierten sich die Verhältnisse wieder. Am 26. Oktober 1947 war der Zug in einen schweren Eisenbahnunfall verwickelt, als er im Bahnhof von Goswick entgleiste. 28 Menschen starben. 
British Railways, die im Jahr 1948 durch Verstaatlichung der großen Privatbahnen entstanden war, gelang es, trotz Aufgabe des Non-Stop-Verkehrs, die Reisezeit auf sieben Stunden zu senken. Ab 1949 bediente der Flying Scotsman wieder Zwischenhalte, als Non-Stop-Zug wurde parallel der Capitals Limited eingesetzt, der ab 1953, dem Krönungsjahr von Königin Elisabeth II., als Elizabethan bezeichnet wurde. Bis Anfang der 1960er Jahre bespannten die A4-Stromlinienlokomotiven den Flying Scotsman und den Elizabethan. Die zur Ablösung der Dampftraktion ab 1958 beschafften Diesellokomotiven der späteren BR-Klasse 40 zeigten sich bei Versuchsfahrten den Anforderungen nicht gewachsen. Erst mit der Beschaffung der deutlich leistungsfähigeren dieselelektrischen „Deltic“-Lokomotiven ab 1961 war die Ablösung der A4 möglich und die Reisezeit konnte 1962 um eine Stunde reduziert werden.
Ab 1967 wurden neue klimatisierte Wagen eingesetzt. 1977 betrug die Reisedauer nur noch 5 h 50 min. Bereits ein Jahr später wurde der Flying Scotsman mit neuen Hochgeschwindigkeitstriebzügen der Bauart HST 125 (Class 43) gefahren, die nur noch vier Stunden und 35 Minuten benötigen. 1991 wurden die Dieseltriebzüge durch generalüberholte elektrische Hochgeschwindigkeitszüge der Bauart HST 225 (Lokomotiven der Class 91 mit neun Personenwagen des Typs Mark 4 sowie einem Steuerwagen) ersetzt, nachdem die Strecke der East Coast Main Line zwischen London und Edinburgh vollständig elektrifiziert worden war. 
Von 1994, dem Jahr der Privatisierung der British Rail, bis 2007 wurde der Flying Scotsman von der Great North Eastern Railway (GNER) betrieben. Die 623 Kilometer lange Reise dauerte 2004 noch vier Stunden und zwölf Minuten. Seit Dezember 2007 wurde der Flying Scotsman durch die Eisenbahngesellschaft National Express East Coast (NXEC) betrieben, ebenso wie die Züge The Hull Executive (Hull–London), The Northern Lights (London–Aberdeen) und dem The Highland Chieftain (London–Inverness), die ebenfalls Teil der InterCity East Coast rail franchise waren. Am 14. November 2009 wurde der Betrieb des Flying Scotsman wie des gesamten Fernverkehrs der ECML von der staatlichen Bahnbetriebsgesellschaft East Coast übernommen, nachdem National Express aufgrund von Rentabilitätsproblemen das Franchise zurückgegeben hatte. East Coast reduzierte den Flying Scotsman 2011 auf einen morgendlichen, mit einer Reisezeit von exakt vier Stunden besonders schnellen Zug von Edinburgh nach London, lediglich mit Zwischenhalt in Newcastle und ohne entsprechenden Gegenzug. Nach einer Neuvergabe übernahm Virgin Trains ab März 2015 den Betrieb auf der ECML und damit auch des Flying Scotsman. 2018 gab Virgin aus finanziellen Gründen das Franchise für die ECML zurück, der Betrieb wurde von der staatlichen London North Eastern Railway (LNER) übernommen, die den Flying Scotsman mit unverändertem Fahrplan weiter betreibt. Seit August 2019 setzt LNER im Flying Scotsman neue Hochgeschwindigkeitstriebzüge vom Typ Hitachi AT300 Azuma ein.

## Wissenswert
1929 stand der Zug im Mittelpunkt eines Spielfilms, The Flying Scotsman.